# Cascadas Bloody
Las cascadas Bloody' (en inglés: Bloody Falls, que significa «cascadas ensangrentadas»), son unas cataratas ubicadas a 15 km de la desembocadura del río Coppermine, en la parte central ártica de Canadá. El explorador europeo Samuel Hearne las llamó de este modo en 1771 después de haber presenciado la cruenta masacre de unos residentes esquimales, perpetrada por un grupo de chipewyans acompañantes de su expedición.
En este lugar los arqueólogos han descubierto indicios de asentamiento esquimal, que datan de por lo menos 1500 años atrás y cuya zona fue también ocupada por los paleoesquimales en el siglo 1300 a. C. y por otros indígenas entre los años 500 a. C. y 500 d. C. En tiempos más recientes el área fue usada como un importante sitio de pesca por los esquimales copper.
En 1978 se declaró a la región como lugar histórico nacional, siendo hoy en día parte del Parque Territorial Kugluk/Bloody Falls localizado en Nunavut.
- Datos: Q885263